# 「還我普選」元旦大遊行

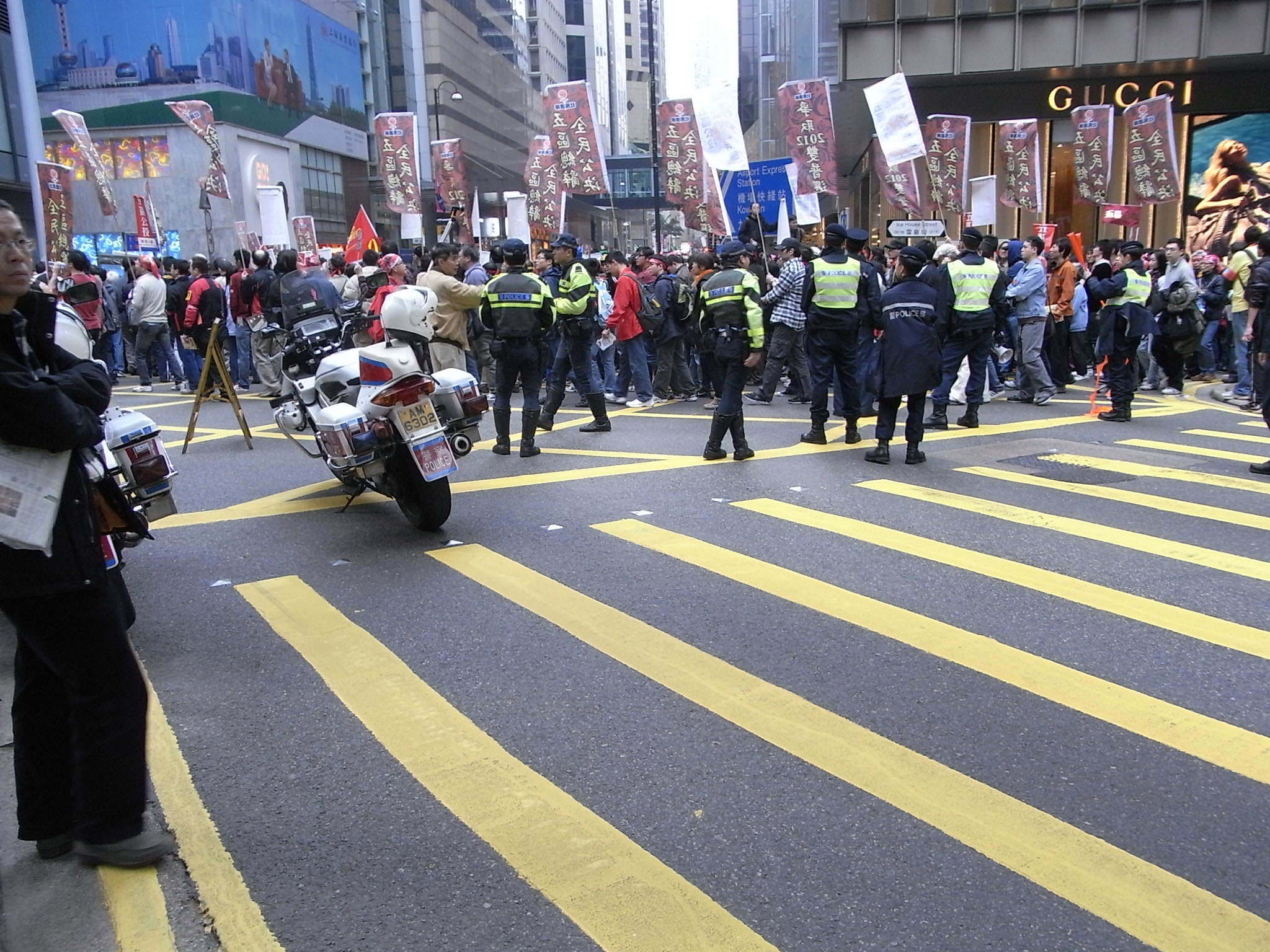
參與元旦大遊行的人士經過中環雪廠街

「還我普選」元旦大遊行是香港一場於2010年1月1日舉行的遊行，由民主動力和泛民主派聯合主辦。遊行的目的，主要是爭取香港市民的普選權、取消功能組別，也有不少示成者要求釋放劉曉波，要求政府解決雷曼事件，和反對興建廣深港高鐵等。主辦者表示，有三萬人參加遊行，比原先估計的一萬人多三倍。警方則指有9000人「抵達中聯辦」。

## 背景

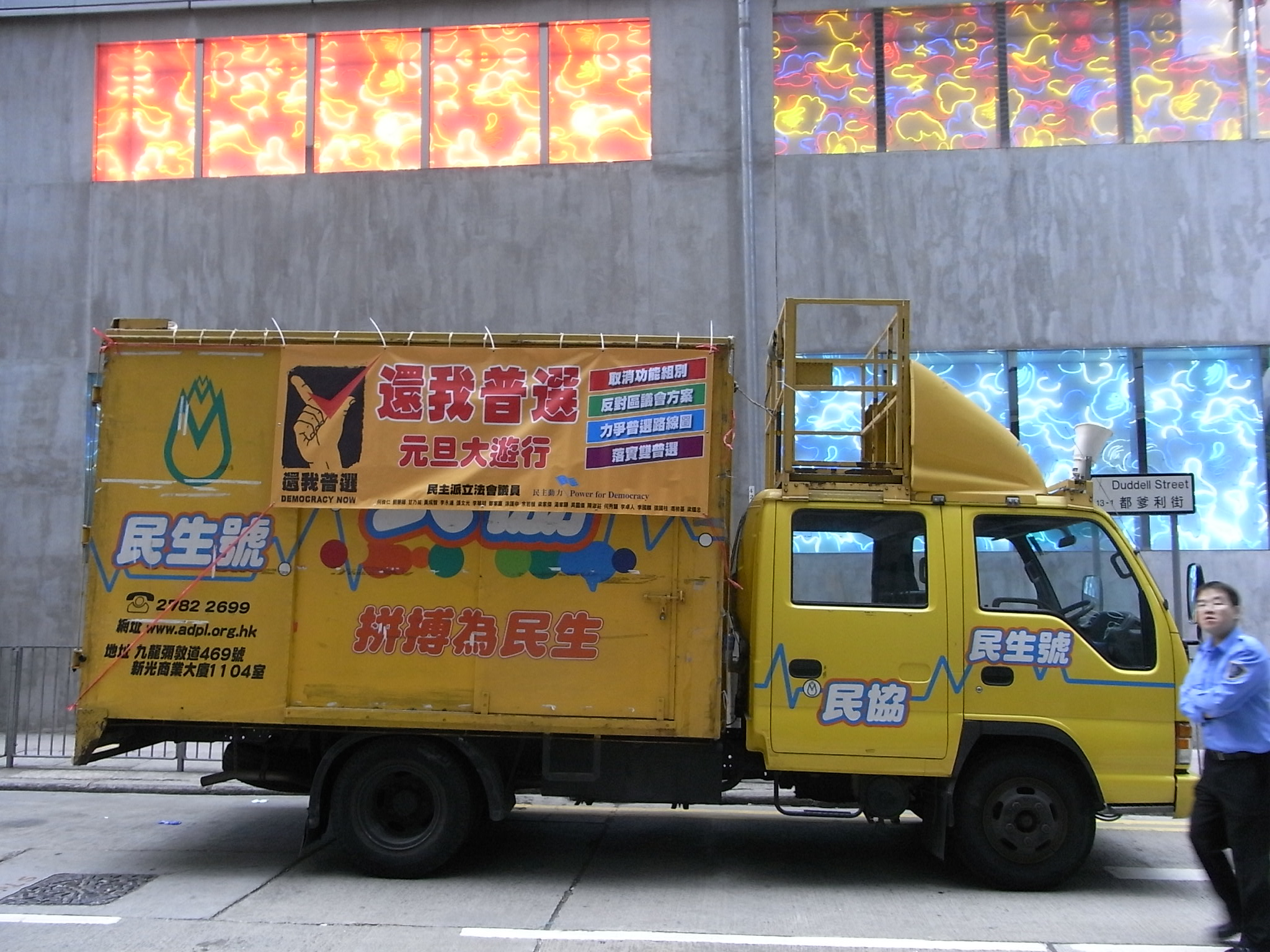
民協宣傳元旦大遊行的宣傳車

### 普選權
2007年，全國人民代表大會決定香港2017年可以普選行政長官，2020年可以普選立法會，間接否決2012年雙普選的訴求。
其後，民間舉辦了多次活動，繼續爭取普選權，但從未得到確切承諾。到2009年11月18日，政務司司長唐英年發表2012年特首及立法會產生辦法諮詢文件，對2017年普選行政長官，和2020年普選立法會隻字不提。而2012年的選舉辦法，內容和2005年否決的方案無分別。這點，和曾蔭權在2007年香港特別行政區行政長官選舉的承諾背道而馳。

### 五區公投

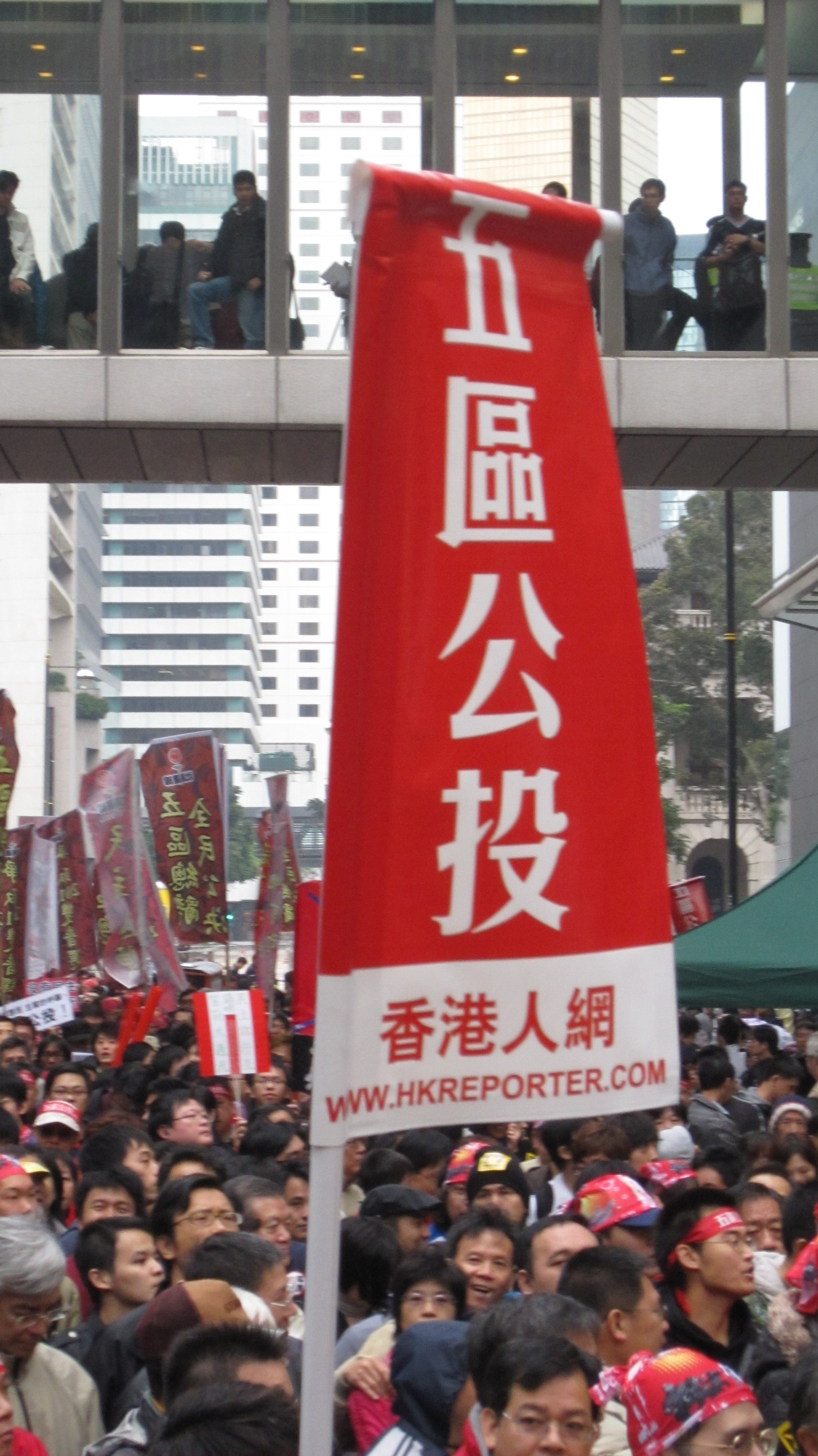
「五區公投」，香港人網直幡

2009年12月，公民黨決定跟社民連發動「五區總辭，變相公投」，以全民投票來凝聚民意，爭取2012年普選方案。社民連、公民黨，與網上電台香港人網等全力支持五區公投運動，在元旦大遊行設立街站、派發直幡、發動支持者拉大旗參與遊行，為五區公投造勢。

### 釋放劉曉波
2008年12月10日，是《世界人權宣言》發表60周年的日子。劉曉波與303位中國各界人士簽署一份稱為《零八憲章》的宣言，旨在促進中國民主化進程，改善人權狀況。結果，在2009年6月23日，劉曉波就因為涉嫌煽動顛覆國家政權罪，經檢察機關正式逮捕。到2009年12月25日，劉曉波被重判入獄十一年，剝奪政治權利兩年。
這件事件，觸發香港連串抗議活動，包括衝入香港中聯辦、闖關投案等事件，期間更爆出內地公安越境執法的事件，激起香港人的憤慨。

### 雷曼事件
2008年的金融海嘯等雷曼兄弟破產收場，令不少持有迷你債券的投資者損失慘重。據雷曼苦主大聯盟統計，受害者超過43000人。在事件中，投資者揭發了銀行的不良銷售手段、政府監管部門監管不嚴等問題。他們要求獲得應得之賠償及權利。

### 反高鐵
廣深港高鐵香港段於2009年10月20日在行政會議上通過興建，按照計劃，香港段將會由香港的西九龍至落馬洲，全長26公里。
但工程將需要清拆菜園村，作為列車停車側綫及緊急救援站的所在地。事件引來村民與香港保育人士的迴響，自2008年11月起投入抗爭運動。該村很多村民在該地居住了數十年，已落地生根，並希望維持「新界既有的生活模式」，又認為工程師設計時沒有考慮到當地村民，拒絕遷出。村民以「不遷不拆」為基本訴求，開展了一系列的抗爭發聲活動，包括印製及派發特刊、到政府部門抗議等，讓公眾及政府了解他們的訴求。除了菜園村外，高鐵的受影響範圍越揭越多，包括大角咀、華景山莊等鐵路沿線，都會受到不同程度的影響，但這些居民完全被蒙在鼓裡，直到蘋果日報在10月18日揭發大角咀舊區將會被高鐵隧道穿過，而會影響地基安全，他們才如夢初醒。
除了受影響範圍外，公共專業聯盟提出多達23條問題，包括製造交通擠塞、造價太貴等問題，但政府卻沒有正面回應問題。以上種種理由，讓更多人投入反高鐵行列。

## 過程
遊行由中環遮打道出發，途經雪廠街、皇后大道中和皇后大道西，到西區警署附近轉入朝光街，最後轉到德輔道西，以香港中聯辦作為終點。
遊行大致和平進行，但行動期間仍因封路問題而引起爭執。警方多次使用「截龍」的方法，令示威者久候。在遊行期間，警方甚至容許行錯路的巴士駛進遊行路線。以上種種原因，造成示威者不滿，除了發動迅速行動把警方設置的雪糕筒移走外，也有示威者一手撕破警方防線，讓示威者繼續前進。在遊行末段，示威者不滿警方派出大量警力，阻止示威者接近中聯辦，再加上剛才所述的理由，所以開始推倒警方設置的鐵馬，攻擊警方防線。雖然警方曾拔出胡椒噴霧恐嚇示威者，但仍未能阻止示威者攻破警方防線，有警務人員向上級報告時，指出防線已崩潰。示威者已經全面控制中聯辦附近。德輔道西被示威者迅速攻佔。結果，整段德輔道西被逼全線封閉。社民連主席黃毓民在示威者佔領整段德輔道西後，呼籲示威者坐在馬路上。期間，有示威者焚燒中國共產黨黨旗。最終，警方容許示威者把寫上「中共法西斯入土為安」的假棺材放在中聯辦門外，示威者才和平散去。

## 反應

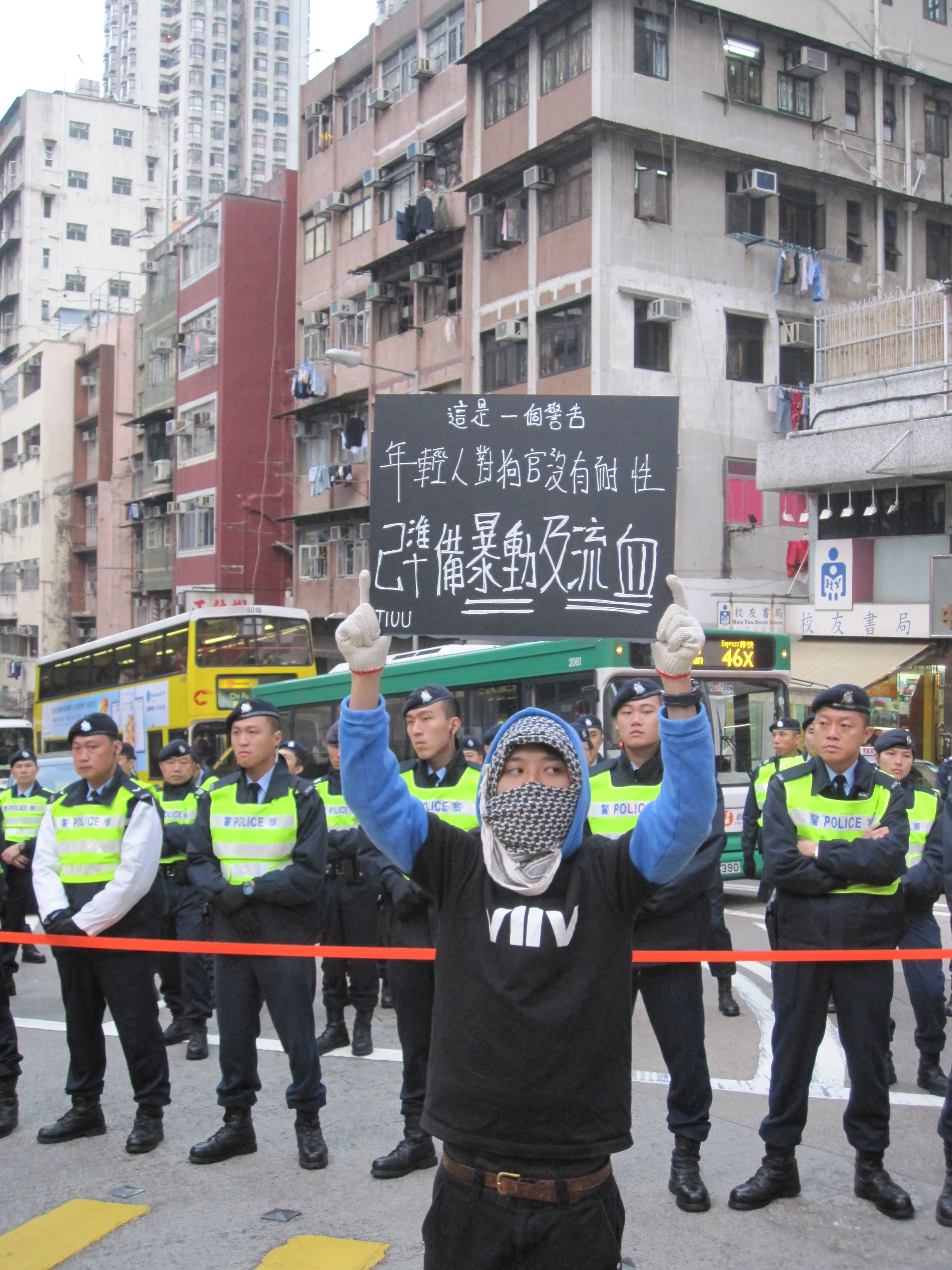
遊行人士高舉的紙牌

這次遊行最大的特色，在於越來越多年輕人上街遊行，而且當中不乏行動激烈的躁少年。有網民就認為，遊行完結後都無所得著，令他們以另類方式爭取。在遊行途中，甚至有遊行人士高舉紙牌，寫着：「這是一個警告，年輕人對狗官沒有耐性，已準備暴動及流血」的標語。。中文大學政治與行政學系高級導師蔡子強就指出，這次遊行人數雖然沒先前的遊行多，但他認為這只是因為經濟好轉，令上街的中產人數減少。反而年輕人在這次遊行中，成為了遊行的中堅。他相信，年輕人正開始取代中產一族，成為推動民主、為低下階層發聲及表達訴求的接棒者。他警告年輕人的行動較中產激進，政府不能掉以輕心。警方西區分區指揮官陳進表示，有部份示威者在末段刻意「挑逗」警員，破壞了和主辦者的協議。對於有遊行人士衝擊警方防線引起混亂，又令西區交通擠塞，他表示遺憾。
行政會議成員鄭耀棠指出，衝擊中聯辦的行為令北京「震驚」，會令北京覺得香港人不能自控，對政制發展不利。但他後來卻推翻先前的說法，否認自己有用過「震驚」這兩個字。
青年民建聯成員張思晉在遊行後成立了一個「我都係80後，但我唔鍾意激進！」（意思是我也是80後出生，但我不喜歡激進！）的facebook群組，表達對於在元旦遊行中，年輕人激進行為的不滿。但該群組卻弄來反效果，不少社運人士都在群組上留言批評創辦人，而外號「鹵味男」的網民更打算公開和張思晉辯論。

## 參看
- 零八憲章
- 橫台山菜園村
- 中國民主
- 雷曼兄弟
- 八十後
- 五區總辭

### 相關活動
- 2005年爭取香港普選大遊行
- 七一大遊行
- 2007年撐傘撐2012普選大遊行
- 2007年反對人大否決普選遊行
- 2008年爭取2012雙普選大遊行

## 外部連結
- 民主動力（页面存档备份，存于）
- 高鐵真相
- 雷曼苦主大聯盟
- 零八憲章主頁 （页面存档备份，存于）